# 애닉 (기업)
주식회사 애닉(영어: Anic)은 대한민국의 비디오 게임 기업이다.

## 역사 및 현황
2013년 5월 9일에 주식회사 베스파라는 이름으로 설립되었으며, 2024년 3월 29일에 애닉으로 사명을 변경하였다.

## 주요 게임

### 서비스 중인 게임
- 데빌노트2: 레이더스 사가

### 서비스 종료된 게임
- 타임 디펜더스 (2022년~2024년)[4][5]
- 킹스레이드